# نظرية يانغ-ميلز

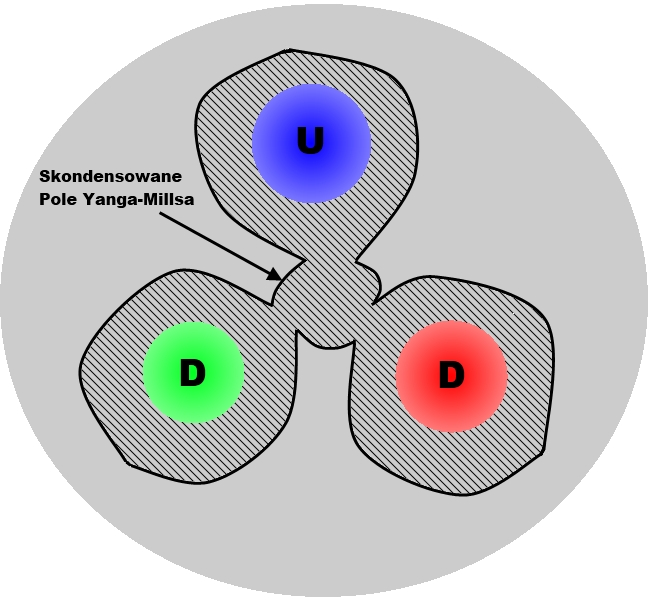

نظرية يانغ ميلز هي نظرية المقياس على أساس مجموعة سو (N)، أو بشكل عام أي المدمجة، اختزال كذبة الجبر. وتسعى نظرية يانغ ميلز لوصف سلوك الجسيمات الأولية باستخدام هذه المجموعات الكذبة غير أبيليان، وهي في صميم توحيد القوى الكهرومغناطيسية والضعيفة (أي U (1) × سو (2)) وكذلك الديناميكا الكمومية، نظرية القوة القوية (على أساس سو (3)). وبالتالي فإنه يشكل الأساس لفهمنا للنموذج القياسي لفيزياء الجسيمات.
قوانين الفيزياء الكم تقف إلى عالم الجسيمات الأولية في الطريقة التي قوانين نيوتن للميكانيكا الكلاسيكية تقف إلى العالم المجهري. منذ ما يقرب من نصف قرن، قدم يانغ وميلز إطارا جديدا ملحوظا لوصف الجسيمات الأولية باستخدام الهياكل التي تحدث أيضا في الهندسة. نظرية كوانجوم يانغ ميلز هي الآن الأساس لمعظم نظرية الجسيمات الأولية، وقد تم اختبار التنبؤات في العديد من المختبرات التجريبية، ولكن أساسها الرياضي لا يزال غير واضح. الاستخدام الناجح لنظرية يانغ ميلز لوصف التفاعلات القوية للجزيئات الأولية يعتمد على خاصية ميكانيكية كمومية دقيقة تدعى «الفجوة الجماهيرية»: الجسيمات الكمومية لها كتل إيجابية، على الرغم من أن الموجات الكلاسيكية تسير بسرعة الضوء. وقد تم اكتشاف هذه الخاصية من قبل الفيزيائيين من التجربة وأكدت من قبل المحاكاة الحاسوبية، لكنه لا يزال لم يفهم من الناحية النظرية. وسيتطلب التقدم في إنشاء نظرية يانغ ميلز وفجوة جماعية إدخال أفكار جديدة أساسية في الفيزياء وفي الرياضيات.
تعتبر نظرية يانغ ميلز غير محلولة بعد ويمنح معهد كلاي جائزة مليون دولار لمن يحلها.

## التاريخ والوصف النظري
في مراسلات خاصة، صاغ وولفغانغ باولي في عام 1953 نظرية ستة أبعاد لمعادلات أينشتاين الميدانية للنسبية العامة، ووسع النظرية الخمسة الأبعاد كالوزا، كلاين، فوك وغيرها إلى مساحة داخلية أعلى الأبعاد. ومع ذلك، ليس هناك دليل على أن باولي وضعت لاغرانجيان من حقل قياس أو تكميم منه. لأن باولي وجد أن نظريته «تؤدي إلى بعض جسيمات الظل غير النزيهة»، إلا أنه امتنع عن نشر نتائجه رسميا على الرغم من أن باولي لم ينشر نظريته الستة الأبعاد، إلا أنه أجرى محادثات حوله في زيورخ. وتظهر الأبحاث الأخيرة أن نظرية كالوزا كلاين الموسعة هي عموما لا تعادل نظرية يانغ ميلز، حيث أن السابق يحتوي على مصطلحات إضافية.
في أوائل عام 1954، مدد تشن نينغ يانغ وروبرت ميلز مفهوم نظرية المقياس للمجموعات الأبيلية، على سبيل المثال. الكهرومغناطيسية الكمومية، إلى المجموعات غير النابلية لتوفير تفسير للتفاعلات القوية. وقد انتقد باولي فكرة يانغ ميلز، كما يجب أن يكون كوانتا من حقل يانغ ميلز بلا طائل من أجل الحفاظ على الثبات المقياس. وقد وضعت هذه الفكرة جانبا حتى عام 1960، عندما طرح مفهوم الجسيمات التي تكتسب كتلة من خلال التناظر في كسر النظريات بلا كتلة، في البداية من قبل جيفري غولدستون، يويشيرو نامبو، وجيوفاني جونا لاسينيو.
وقد أدى ذلك إلى إعادة تشغيل كبيرة لدراسات نظرية يانغ ميلز التي أثبتت نجاحها في صياغة كل من التوحيد الكهربائي والكروموديناميك الكم (قد). يوصف التفاعل إليكترويك من قبل سو (2) × U (1) المجموعة في حين قد هو سو (3) نظرية يانغ ميلز. يتم الحصول على نظرية الكترويك من خلال الجمع بين سو (2) و U (1)، حيث يتم وصف الديناميكا الكهرومائية الكمية (كيد) من قبل مجموعة U (1)، ويتم استبدالها في نظرية إليكتروياك موحدة من قبل مجموعة U (1) تمثل ضعيفة هيبيرشارج بدلا من تهمة الكهربائية. البوزونات بلا كتلة من سو (2) × U (1) مزيج نظرية بعد التناظر العفوي كسر لإنتاج 3 بوسونات ضعيفة ضخمة، وحقل الفوتون. النموذج القياسي يجمع بين التفاعل القوي مع التفاعل إليكترويك موحدة (توحيد التفاعل الضعيف والكهرومغناطيسي) من خلال مجموعة التماثل سو (2) × U (1) × سو (3). في العصر الحالي لا يتم توحيد التفاعل القوي مع التفاعل إليكترويك، ولكن من تشغيل لوحظ من الثوابت اقتران ويعتقد[بحاجة لمصدر] أنها تتلاقى جميعا إلى قيمة واحدة في طاقات عالية جدا.علم الظواهر في طاقات أقل في كروموديناميكش الكم ليست مفهومة تماما نظرا لصعوبات إدارة مثل هذه النظرية مع اقتران قوي. قد يكون هذا هو السبب في أن الحبس لم يثبت نظريا، على الرغم من أنه هو ملاحظة تجريبية متسقة. والدليل على أن قد يقتصر في الطاقة المنخفضة هي مشكلة رياضية ذات أهمية كبيرة، واقترح جائزة من قبل معهد كلاي الرياضيات لمن يستطيع أيضا أن تظهر أن نظرية يانغ ميلز لديه فجوة كبيرة ووجودها.

## المسائل المفتوحة
التقت نظريات يانغ ميلز بقبول عام في مجتمع الفيزياء بعد جيرارد 'هوفت، في عام 1972، عملت على إعادة تشكيلها، والاعتماد على صياغة المشكلة التي وضعها مستشاره مارتينوس فيلتمان. (تم الاعتراف بعملهم من قبل جائزة نوبل في الفيزياء عام 1999). ويتم الحصول على رينورماليزابيليتي حتى لو كانت البوزونات قياس وصفتها هذه النظرية ضخمة، كما هو الحال في نظرية إليكترويك، شريطة أن الكتلة ليست سوى «المكتسبة» واحد، ولدت بواسطة آلية هيغز.
وفيما يتعلق بالرياضيات، تجدر الإشارة إلى أن نظرية يانغ ميلز هي مجال نشط جدا من البحوث، مثابتات من هياكل مختلفة على الفتحات رباعية الأبعاد عن طريق عمل سيمون دونالدسون. وعلاوة على ذلك، أدرج مجال نظريات يانغ ميلز في قائمة معهد كلاي الرياضيات «مشاكل جائزة الألفية». وهنا تتكون الجائزة من مشكلة، خاصة في دليل على التخمين القائل بأن أقل إثارة لنظرية يانغ-ميلز البحتة (أي بدون حقول هامة) لها فجوة جماهيرية محدودة فيما يتعلق بحالة الفراغ. وهناك مشكلة أخرى مفتوحة، مرتبطة بهذا التخمين، هي دليل على ممتلكات الحبس في وجود جسيمات فرميون إضافية.
في الفيزياء لا يبدأ استقصاء نظريات يانغ ميلز عادة من تحليل الاضطراب أو الأساليب التحليلية، ولكن في الآونة الأخيرة من التطبيق المنهجي للطرق العددية لنظريات قياس شعرية.